# Palatoquadrat
En alguns peixos, el palatoquadrat és el component dorsal de l'arc mandibular, el component ventral és el cartílag de Meckel. El palatoquadrat es forma de l'esplancnocrani en diversos cordats incloent els placoderms i els acantodis.